# 비봉매송로
비봉매송로(비봉매송고속화도로)는 경기도 화성시 비봉면 양노리 양노 나들목과 매송면 천천리 천천 나들목을 잇는 경기도의 도로이다. 현대자동차그룹 자회사 화성도시고속도로가 건설 및 관리하며, 대표적으로 비봉매송간도시고속도로라고도 불린다. 2017년 7월 1일에 개통되었다. 서쪽으로는 송산그린시티와 연결되는 송산비봉로와 직결된다.

## 연혁
- 2007년 5월 : 비봉 ~ 매송간 도시고속도로 민간투자사업 제안
- 2009년 5월 12일 : 민간투자사업 제3자 제안[1]
- 2011년 12월 : 실시협약 체결 및 사업자지정
- 2013년 11월 : 실시계획 승인
- 2014년 3월 : 공사 착공
- 2017년 6월 27일 : 양노 나들목 ~ 천천 나들목 (화성시 비봉면 양노리 ~ 매송면 천천리) 8.9km 구간을 자동차 전용도로로 지정[2]
- 2017년 7월 1일 : 전 구간 개통[3]
- 2017년 8월 14일 : 도로명을 비봉매송로로 고시[4]

## 주요 경유지
경기도
- 화성시 (비봉면 - 봉담읍 - 매송면)

## 노선
거리표는 화성도시고속도로 홈페이지의 구간별 거리를 참고하였으며, 시점부터 양노 나들목까지 800m 구간은 제외하였다.
- 번호는 나들목의 출구번호를 표기하였다.
- 시설물
  - BR : 교량 (Bridge)
  - TN : 터널 (Tunnel)
  - TG : 요금소 (Tollgate)

- (■): 자동차 전용도로 구간

| 종류            | 이름                   | 접속 노선                                                    | 구간 거리       | 누적 거리       | 소재지          | 소재지          | 비고            |
| 송산비봉로 직결 | 송산비봉로 직결        | 송산비봉로 직결                                              | 송산비봉로 직결 | 송산비봉로 직결 | 송산비봉로 직결 | 송산비봉로 직결 | 송산비봉로 직결 |
| --------------- | ---------------------- | ------------------------------------------------------------ | --------------- | --------------- | --------------- | --------------- | --------------- |
| 1               | 양노 나들목            | 송산비봉로 지방도 제313호선 (화성로)                         | 0.0             | 0.0             | 화성시          | 비봉면          |                 |
| BR              | 비봉교 양노1교 양노2교 |                                                              |                 |                 | 화성시          | 비봉면          |                 |
| 2               | 백학 나들목            | 국도 제39호선 (서해로)                                       | 1.5             | 1.5             | 화성시          | 비봉면          |                 |
| TN              | 쌍학터널               |                                                              |                 |                 | 화성시          | 비봉면          | 연장 90m        |
| BR              | 쌍학교                 |                                                              |                 |                 | 화성시          | 비봉면          |                 |
| TG              | 화성비봉 요금소        | 쌍학길                                                       | 2.2             | 3.7             | 화성시          | 비봉면          | 본선요금소      |
| TN              | 생태이동통로           |                                                              |                 |                 | 화성시          | 봉담읍          | 연장 33m        |
| BR              | 내리교                 |                                                              |                 |                 | 화성시          | 봉담읍          |                 |
| 3               | 내리 나들목            | 매봉로                                                       | 1.9             | 5.6             | 화성시          | 봉담읍          |                 |
| BR              | 원평교 원평1교         |                                                              |                 |                 | 화성시          | 봉담읍          |                 |
| BR              | 천천교                 |                                                              |                 |                 | 화성시          | 봉담읍          |                 |
| BR              | 천천교                 | 매송면                                                       |                 |                 | 화성시          |                 |                 |
| 4               | 샘내 나들목            | 국가지원지방도 제84호선 국가지원지방도 제98호선 (매송고색로) | 1.3             | 6.9             | 화성시          |                 |                 |
| 5               | 천천 나들목            | 지방도 제309호선 (봉담과천로)                                | 1.1             | 8.0             | 화성시          |                 |                 |

## 통행료
2017년 7월 기준이다.
| 구분                                        | 통행료 |
| ------------------------------------------- | ------ |
| 경차 (1,000cc 미만)                         | 450    |
| 소형 (승용차, 16인승 이하, 2.5t 미만)       | 900    |
| 중형 (17인승 이상 승합차, 2.5 ~ 10t 화물차) | 1,000  |
| 대형 (10t 이상 화물차)                      | 1,200  |

## 주의 사항
이 도로 전 구간은 자동차 전용도로로 지정되어 있어 자전거나 보행자는 통행할 수 없다. 이륜자동차 (모터사이클 혹은 오토바이)는 긴급자동차 (싸이카 및 소방용 모터사이클 등)에 한해 통행이 가능하며, 그 밖의 이륜자동차는 통행할 수 없다. 이에 대한 대체도로로는 지방도 제313호선, 국가지원지방도 제98호선 및 국가지원지방도 제84호선 등이 있다.